# 2006 HH123
2006 HH123 est un objet épars observé en 2006 à 3 reprises en l'espace d'une journée mais jamais revu depuis. Il est considéré comme perdu et son orbite est mal connue. Il a été retiré de la plupart des bases de données, dont celle du Centre des planètes mineures en novembre 2014, et son existence même est remise en cause.